# خانه مصطفی یزدان‌پناه
خانه مصطفی یزدان پناه مربوط به دوره قاجار است و در شیراز، محله سرباغ، کوچه هفت پیچ واقع شده و این اثر در تاریخ ۱۰ خرداد ۱۳۸۲ با شمارهٔ ثبت ۸۷۱۳ به‌عنوان یکی از آثار ملی ایران به ثبت رسیده است.